# Comisariado del Pueblo de Correos y Telégrafos de la URSS
El Comisariado del Pueblo de Correos y Telégrafos de la Unión Soviética (en ruso: Народный комиссариат почт и телеграфов СССР, abreviado como  Narkompochtel) fue el órgano central del gobierno de la Unión Soviética que se encargaba de la organización y administración de las diferentes formas de comunicación, incluido el correo postal. Existió entre 1923 y 1932.

## Historia
En 1922, se formó la Unión Soviética. Su documento fundacional establecía que, entre las diferentes áreas, «la jurisdicción de la Unión de Repúblicas Socialistas Soviéticas, representada por sus órganos supremos, será» :

el establecimiento de los principios y el plan general de la economía nacional de la Unión, así como la celebración de acuerdos de concesión; 
 y) regular el transporte y el  'caso postal-telégrafo' .

El mismo documento definía que «el Órgano Ejecutivo del Comité Ejecutivo Central de la Unión es el Consejo de Comisarios del Pueblo de la Unión de Repúblicas Socialistas Soviéticas (Unión PCCh), elegido por el Comité Ejecutivo Central de la Unión para el período de este último», y estaría integrado por el Comisario del Pueblo de Correos y Telégrafos. En el Consejo de Comisarios del Pueblo de las repúblicas de la Unión, el Comisariado del Pueblo de Correos y Telégrafos tenía «capacidad consultiva».
En consecuencia, después de la formación de la Unión Soviética, en 1923 se creó el Comisariado del Pueblo de Correos y Telégrafos de la URSS en sustitución de la agencia similar de la RSFSR. El reglamento del nuevo Comisariado fue aprobado por la sesión del Comité Ejecutivo Central de la URSS del 12 de noviembre de 1923.
En 1924, el Comisariado del Pueblo de Correos y Telégrafos estableció un servicio postal móvil, que proporcionó comunicación postal a las localidades rurales. En 1925, un área habitada por el 68% de la población de la URSS (27% de los centros de población) estaba cubierta por la entrega de correo a domicilio. La radiodifusión regular comenzó en 1924, y las estaciones de radiodifusión se establecieron en 1925 en Leningrado, Kiev, Minsk, Nizhni Nóvgorod y otras ciudades.
En 1929, las redes de telégrafos que habían sido destruidas en la guerra civil de 1918-1920 se restauraron al nivel anterior a la Primera Guerra Mundial. La mejora adicional de las comunicaciones telegráficas tenía como objetivo la conversión a telégrafos de impresión de cartas. La primera línea de comunicaciones por fax se abrió en 1929. Ese mismo año, se abrió un sistema de conmutación automática para 6.000 números en Rostov del Don. En 1930, se lanzaron dos sistemas regionales de conmutación automática en Moscú.
El 17 de enero de 1932, el Comisariado fue reorganizado y rebautizado como Comisariado del Pueblo de Comunicaciones de la URSS.

## Política filatélica

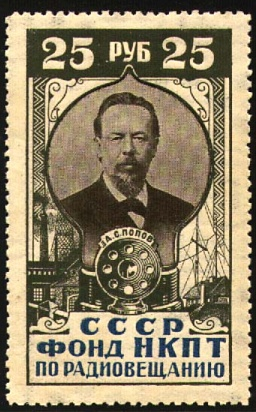
Sello de correos emitido por el Comisariado para apoyar la transmisión de radio que muestra a Aleksandr Stepánovich Popov

El Comisariado era la oficina central responsable de emitir sellos postales de la Unión Soviética. Además de sobreimprimir números antiguos, el gobierno creó nuevos sellos postales. Entre 1922 y 1930, también hubo sellos destinados a recaudar fondos para el alivio del hambre, el bienestar infantil y otros fines benéfico.
El gobierno también trató de generar dinero con la venta de sellos en el extranjero. Sin embargo, al principio esta cantidad era bastante pequeña en comparación, por ejemplo, con el total de 522,6 millones de rublos para todas las exportaciones soviéticas durante 1923-1924. Desde 1929, el gobierno soviético había comenzado a prestar más atención a esta fuente de ingresos y a vender más sellos en el extranjero. Estas ventas tenían objetivos tanto financieros como propagandísticos.

## Lista de Comisarios del Pueblo
Los siguientes directores generales supervisaron el Comisariado a lo largo de los años:
| N.º | Comisario | Comisario                    | Partido | Partido           | Periodo                                     | Gabinete                |
| --- | --------- | ---------------------------- | ------- | ----------------- | ------------------------------------------- | ----------------------- |
| 1   |           | Iván Smirnov (1881-1936)     |         | Partido Comunista | 6 de julio de 1923-12 de noviembre de 1927  | Lenin II Rýkov I–II–III |
| 2   |           | Artemi Liubóvich (1880-1938) |         | Partido Comunista | 12 de noviembre de 1927-16 de enero de 1928 | Rýkov III               |
| 3   |           | Nikolái Antípov (1894–1938)  |         | Partido Comunista | 16 de enero de 1928-30 de marzo de 1931     | Rýkov III–IV            |
| 4   |           | Alekséi Rýkov (1881-1938)    |         | Partido Comunista | 30 de marzo de 1931-17 de enero de 1932     | Mólotov I–II            |